# Yi Jingqian
Dit is een Chinese naam; de familienaam is Yi.
Yi Jingqian (28 februari 1974) is een tennisspeelster uit China.
Zij begon op achtjarige leeftijd met het spelen van tennis.
Tussen 1991 en 2000 speelde zij 36 maal voor China op de Fed Cup
Zowel in 1996 als in 2000 kwam zij voor China uit op de Olympische spelen op het vrouwenenkelspeltoernooi. In 1996 kwam ze samen met Chen Li-Ling ook op het vrouwendubbelspeltoernooi uit.
Op het Australian Open in 1996 speelde zij haar eerste grandslamtoernooi.